# کو یی-هانگ
کو یی-هانگ (انگلیسی: Kuo Yi-hang؛ زادهٔ ۲ ژوئن ۱۹۶۴) وزنه‌بردار اهل تایوان بود.